# Les Mariages de mademoiselle Lévy
Pour plus de détails, voir Fiche technique et Distribution.
Les Mariages de mademoiselle Lévy est un film français d'André Hugon sorti en 1936. 

## Fiche technique
- Titre original : Les Mariages de Mlle Lévy
- Réalisation : André Hugon
- Scénario : Henry Harment et André Falco
- Décors : Robert-Jules Garnier
- Photographie : Marc Bujard et Tahar El Hanache
- Musique : Jacques Janin
- Société de production : Les Productions André Hugon
- Pays d'origine :  France
- Format : Noir et blanc
- Genre : comédie de mœurs[1]
- Durée : 93 minutes
- Date de sortie : France : 16 octobre 1936

## Distribution
- Léon Belières : Moïse
- Charles Lamy : Salomon
- Yvette Lebon : Minna Lévy
- Pierre Mingand : Pierre
- Jean Toulout
- André Burgère : Gaston Bernheim
- Jean Wall : Serge Wolff
- Armand Lurville : Jacob
- Jean Kolb
- Irène Jeanning
- Jules Moy : Isaac Cohen
- Gaston Séverin : le comte de Rochemaille
- Délia Col : Françoise
- Raymond Carrel

## Autour du film
- Les Mariages de Mlle Lévy (précédé par Lévy et Compagnie (1930), Les Galeries Washington (1931) et Moïse et Salomon parfumeurs (1935)) est le dernier d'une série de quatre films d'André Hugon, mettant en scène les personnages de Moïse et de Salomon Lévy.